# Vlag van Paraíba

Vlag van Paraíba

De vlag van Paraíba bestaat sinds 25 september 1930 uit een rood veld met aan de linkerzijde een brede verticale zwarte baan (een derde van de breedte van de vlag); in het rode veld staat het woord NEGO, Portugees voor "Ik ontken". De vlag werd voor het eerst officieel gehesen op 27 oktober 1965.

## Voormalige vlaggen

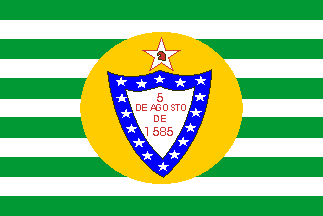
Vlag in gebruik voor 1922
Vlag van de governador da Paraíba.